# (20041) 1992 YH
1992 واي إتش (ويعرف أيضًا باسم (20041) 1992 واي إتش وفق تسمية الكوكب الصغير) (بالإنجليزية: 1992 YH)‏ هو كويكب ضمن حزام الكويكبات؛ وترتيبه 20041 من حيث الاكتشاف.
اكتُشف هذا الجُرم الفلكي بواسطة Akira Natori ‏ في 18 ديسمبر 1992.

## وصلات خارجية
- (20041) 1992 YH في قاعدة بيانات مختبر الدفع النفاث لأجرام النظام الشمسي الصغيرة

- الاكتشاف · مخطط المدار ·  العناصر المدارية · المعلمات المادية

- (20041) 1992 YH على موقع ويكي سكاي: DSS2, SDSS, GALEX, IRAS, Hydrogen α, X-Ray, Astrophoto, Sky Map, Articles and images